# Kangru (Märjamaa)
Kangru – wieś w Estonii, prowincji Rapla, w gminie Märjamaa.